# کفشک باله‌میله‌ای
کفشک باله‌میله‌ای (نام علمی: Verasper moseri) نام یک گونه از تیره کفشک‌ماهیان راست‌روی است.